# Sergio Bergman
Sergio Alejandro Bergman (Buenos Aires, 23 de enero de 1962), conocido también como Rabino Bergman, es un rabino reformista, activista social, farmacéutico, escritor y político argentino de ascendencia judía. Fue ministro de Ambiente de la Nación entre diciembre de 2015 y septiembre de 2018, cuando pasó a desempeñarse como Secretario del mismo área hasta diciembre de 2019. Antes fue legislador por la Ciudad de Buenos Aires, y luego diputado nacional por el partido Propuesta Republicana.
Bergman se desempeña como rabino de la sinagoga de la Congregación Israelita Argentina. Es fundador de «Fundación Judaica» y presidente de la «Fundación Argentina Ciudadana», como también director ejecutivo de Red de Acciones e Iniciativas Comunitarias por la Empresa Social.

## Biografía

### Estudios y carrera rabínica
Bergman es egresado de la Facultad de Farmacia y Bioquímica de la Universidad de Buenos Aires. Recibió su ordenación rabínica en 1992, egresando del Seminario Rabínico Latinoamericano Marshall Meyer de Buenos Aires y del Instituto de Religión Judía de Jerusalén.
Miembro fundador de Cabildo Abierto Ciudadano.
En 1994 regresó a la Argentina y a través de la Fundación Judaica creó la escuela comunitaria Arlene Fern.
Fue uno de los fundadores y miembro de Memoria Activa.
A partir de 2001 asumió como rabino del Templo Libertad.
Realizó distintos postgrados en universidades del exterior: maestría en Educación, graduado summa cum laude, en la Universidad Hebrea de Jerusalén; maestría en Literatura Rabínica en el Instituto de Religión Judía de Jerusalén; y maestría en Estudios Judaicos en el Jewish Theological Seminary.

### Comienzos en política
Mantuvo una posición crítica hacia las administraciones de los presidentes Néstor Kirchner y Cristina Fernández de Kirchner. En el marco de la crítica a las políticas de seguridad del gobierno kirchnerista, Bergman realizó marchas en compañía del sacerdote Guillermo Marcó y el Emir Jandic reclamando por la seguridad y la justicia. El 19 de marzo de 2009 fue uno de los principales oradores de una marcha en contra de la inseguridad en un acto realizado de espaldas a la Casa de Gobierno que convocó entre 8 mil y 10 mil personas.
En 2011 se postuló para el cargo de Jefe de Gobierno de la Ciudad de Buenos Aires por un espacio político independiente pero poco tiempo después declinó su candidatura para encabezar la lista de diputados del PRO.

### Labor legislativa (2011-2015)
El 10 de julio de 2011 Bergman fue elegido diputado de la Legislatura de la Ciudad de Buenos Aires por el PRO, cargo que asumió en el mes de diciembre.  Bergman en ese año se convirtió en el primer rabino en ocupar un cargo representativo en el país. En 2013 fue un férreo opositor al Memorándum de Entendimiento Argentina-Irán firmado por la presidenta Cristina Fernández de Kirchner.
En diciembre de dicho año, el rabino Bergman ocupa el cargo como diputado nacional  en la ciudad de buenos aires. En 2014 viajó a la Ciudad del Vaticano en representación de su país.
Algunos de los proyectos que presentó durante sus mandatos fueron:
- Temática ambiental y de protección animal: promoción de la no vivisección de animales vivos,[17] tenencia responsable de animales,[18][19] [20] y creación de áreas marinas protegidas en la Antártida.[21][22] ley marco para refugiados[23] y proyecto de empresas sociales y negocios inclusivos.[24]
- Otros temas: rechazo al Memorándum de Entendimiento Argentina-Irán,[14] ley de Ejercicio de las profesiones en Ciencias Informáticas y de creación del Consejo Profesional en Ciencias Informáticas de la CABA[25] y proyecto de Organización de los servicios de cargas y descargas de escombros y otros materiales en el ámbito de la CABA.[26]

### Ministro de ambiente (2015-2019)
Al asumir el gobierno de Macri se crea el Ministerio de Ambiente y Desarrollo Sustentable y designa como titular a Sergio Bergman. Previamente había integrado la comisión de Ecología de la Legislatura Porteña y presentado proyectos dentro de la temática en el Congreso de la Nación.
En lo referente al cuidado de la biodiversidad en 2016 se aprobaron la Estrategia Nacional de Biodiversidad y Plan de Acción 2016-2020 que establecía las principales líneas de trabajo en el tema y el Plan de Acción Extinción Cero que apuntaba a proteger las especies en estado crítico.
En julio de 2016 se creó el Gabinete Nacional de Cambio Climático que agrupa a ministerios y secretarías involucrados en la temática climática. Ese mismo año Argentina ratificó el Acuerdo de París.
En diciembre de 2016, tras los recortes presupuestarios para la prevención de incendios, Bergman declaró que lo más útil que podían hacer ese verano para evitar incendios era "rezar". En 2017, Macri transfiere el Plan de Manejo del Fuego al Ministerio de Seguridad que conduce Patricia Bullrich. La diputada Soria pidió la interpelación de Bergman por su gestión en este asunto. Además se produjeron durante su gestión fuertes inundaciones en el interior bonaerense y la provincia de La Pampa viéndose 8 millones de hectáreas afectadas y más de 14 millones de cabezas de ganado.
En lo que respecta a la limpieza de la cuenca Matanza-Riachuelo se anunció la construcción del Sistema Riachuelo, una obra de 12 km de largo que transportará los efluentes cloacales del área metropolitana. Al final del gobierno de Macri la obra, financiada por el Banco Mundial, tenía sus túneles terminados en un 70% y la planta de tratamiento en un 20%. En 2017, la Acumar autorizó a verter al Riachuelo siete sustancias contaminantes prohibidas desde hace años entre ellas elementos tóxicos, como aldrin, clordano y dieldrín.
En marzo de 2018, el ministerio conducido por Bergman presenta una investigación sobre proyectos sustentables para la que fue contratado el belga Gunter Pauli. El libro lleva el nombre de "Plan Aː la transformación de la economía argentina" y propone una serie de actividades comoː reforestación, fabricación de papel sin bosques, aprovechamiento de fibras de camélidos silvestres, explotación de proteínas de larvas y cultivo de hongos comestibles, entre otros.
El 3 de septiembre de 2018, el ministerio es degradado al rango de secretaría. Los cambios se dieron en una modificación del gabinete nacional que redujo de 22 a 10 la cantidad de ministerios y que se hizo efectiva el 5 de septiembre de 2018.
En 2018 el gobierno suscribió el Acuerdo de Escazú, un tratado internacional sobre el acceso a la información, la participación pública y el acceso a la justicia en asuntos ambientales en América Latina y el Caribe. En mayo de ese año se publicó el Inventario Nacional de Glaciares, un trabajo que llevó cinco años de duración y que cumple con lo dispuesto por la Ley de protección de glaciares aprobada en 2010. Con respecto a la aplicación de la ley de bosque nativo se creó el fondo fiduciario FOBOSQUE y, en 2019, se implementó el Plan Nacional de Restauración de Bosques Nativos.

## Premios
- Premio Konex de Platino 2008 al Dirigente Comunitario.[4]
- Diploma al Mérito 2008 al Dirigente Comunitario;[4]
- Premio Laurel de Plata 2007 otorgado por el Rotary Club de Buenos Aires;[2]
- Premio 2007 a la Vocación Académica otorgado por la Fundación El Libro;[2]
- Premio 2006 al Emprendedor Solidario otorgado por el Foro Ecuménico Social.[2]

## Obras
- Un evangelio según Francisco[48]
- Manifiesto Cívico Argentino: Virtudes Ciudadanas, Buenos Aires, Ediciones B, 2007, ISBN  	9789871222742
- Argentina Ciudadana: Con Textos Bíblicos, Buenos Aires, Ediciones B, 2008, ISBN  	9789876270571
- Cábala: un GPS para el alma, Buenos Aires, editorial Grijalbo, 2012, ISBN 9789502806419
- Celebrar la diferencia.[49][4]
- Ser humanos.[50]
- Coronados de gloria.[51]